# Притча за митаря и фарисея
Притчата за митаря и фарисея е една от притчите разказани от Исус Христос и предадена в евангелието от Лука. Тя е една от четирите подготвителни, според православния църковен календар, за Великите пости.
Притчата касае, обяснява и превъзнася най-висшата християнска добродетел, като Божия майка на всички добродетели – смирението и бичува най-греховния от всичките пороци – гордостта, като последния и същевременно най-пагубен от Седемте смъртни гряха:
| „                | Също и на ония, които бяха убедени в себе си, че са праведни, и презираха другите, каза следната притча: двама души влязоха в храма да се помолят: единият фарисеин, а другият митар. Фарисеинът, като застана, молеше се в себе си тъй: Боже, благодаря Ти, че не съм като другите човеци, грабители, неправедници, прелюбодейци, или като тоя митар: постя два пъти в седмица, давам десятък от всичко, що придобивам. А митарят, като стоеше надалеч, не смееше дори да подигне очи към небето; но удряше се в гърди и казваше: Боже, бъди милостив към мене грешника! Казвам ви, че тоя отиде у дома си оправдан повече, отколкото оня; понеже всеки, който превъзнася себе си, ще бъде унизен; а който се смирява, ще бъде въздигнат. | “ |
| (Лука 18:9 – 14) | |   |

## Фарисеите
Фарисеите по Христово време били евреи запознати с еврейския закон и история, но като знаещи били и най-изтънчените сребролюбци, честолюбци и лицемери. Те спорели по него време по цели дни за опазване не на духа на закона, а за буквата на закона, поради и което си останали „слепи“ за народните неволи и несгоди, като не познавали нито милостта, нито справедливостта, последната в основата на правото. Те се отличавали навред със своята помпозна набожност, постоянно шепнене на молитви, гордо подаване на милостиня, но за да ги видят хората ... а в действителност това било само една маска и те както свидетелстват Отците на Църквата били жестоки и безсъвестни хора с покварени от корист сърца, чужди на състраданието към ближния. Когато Христос поучавал народа на правда, милосърдие, смирение и братолюбие, те били най-големите противници на това учение. За да унижат Спасителя, фарисеите лъжели хората, че той прави чудеса в името на дявола, като за лице уж пазили закона, а тайно вършили най-големите беззакония. Поради това, като знаел сърцата им, Христос ги нарекъл безподобни лицемери, безумци и слепци. През новата ера и след разрушаването на Йерусалимския храм, фарисеите били единствената оцеляла юдейска секта, която положила основите на по-сетнешния, включително и на съвременния юдаизъм.

## Митарите
Митарите още по римско време били събирачи на данъци. Римската власт наложила и на еврейския народ разни налози и берии, а митарите откупвали правото да ги събират за който труд си докарвали доста пари. От всички професии, по обясними причини, митарската била най-недолюбвана от всички и в частност от простолюдието. Евреите двойно мразели тия митари, защото ги смятали и за оръдие на омразната им чужда римска имперска власт, с чиято помощ, понякога и на сила, те събирали фиска от народа, и най-вече от еврейските първенци, повечето от които били и членове на Синедриона. При все това болшинството митари били добри хора, но заради естеството на работата, повечето от тях били прости и неуки (тъй като други не се залавяли с тази професия), но като цяло били откровени и благодушни. Тъжната им съвест по-бързо заговаряла, а сърцето им по-лесно се трогвало и съчувствало на чуждите несгоди. Също така гордостта и лицемерието им били непознати. Хората ги мразили, но те не им се сърдили и се отнасяли с разбиране към негодуванието. Често и сами признавали своите грешки и грехове, след което отивали в храма и искрено се молили на Бога да им опрости греховете и неправдите които вършели.

## Поуката
Притчата изобличава фарисейското самозалъгване в което всеки може да прозре общочовешкото самолюбие. Това всъщност е една самоизмама, внушавана от духа на гордостта. Същевременно вглеждайки се често в огледалото на суетата, не следва всичко безогледно да се критикува и безкритично да се осъждат чуждите постъпки и дела, в съчетание с негодувание, че всичко свършено от нас е правилно, а другото, предходното и чуждото – наопаки, т.е. така както ние го разбираме и най-вече ни се угажда.
В този смисъл, Спасителят поучава, че е лесно да се рече: не съм като другите – грабител и прелюбодеец, ала с голи думи никой не може да измени и повиши своята морална стойност, още повече, че под външната демонстративна набожност често могат да се крият жестоки сърца, преизпълнени със злоба, завист и низки страсти. Според Евангелист Лука, единствено по мислите, сърцата и най-вече делата, Бог съди за нашето нравствено достойнство.
Съгласно Божия закон постъпките и поведението на другите не могат да бъдат мярка за нашата праведност и доброта, а единственият безгрешен за този свят е само Бог!